# San Martino Alfieri
San Martino Alfieri (piemontiul: San Martin) település Olaszországban, Piemont régióban, Asti megyében. Lakosainak száma 677 fő (2023. január 1.). San Martino Alfieri Costigliole d’Asti, San Damiano d’Asti, Antignano és Govone községekkel határos.

## Népesség
A település lakossága az elmúlt években az alábbi módon változott:
| Lakosok száma | 658  | 658  | 677  |
|               | 2017 | 2018 | 2023 |